# Michael Rother
Michael Rother (n. 2 septembrie 1950, Hamburg) este un muzician și compozitor german de muzică experimentală krautrock.

## Discografie
- Flammende Herzen (1977)
- Sterntaler (1978)
- Katzenmusik (1979)
- Fernwärme (1982)
- Lust (1983)
- Süssherz & Tiefenschärfe (1985)
- Traumreisen (1987)
- Radio - Singles, 1977–1993 (octombrie 1993)
- Esperanza (1996)
- Remember (The Great Adventure) (2004)